# Сет, Викрам
Викра́м Сет (хинди विक्रम सेठ, англ. Vikram Seth; 20 июня 1952, Калькутта, Западная Бенгалия, Индия) — индийский прозаик, поэт, новеллист, либреттист, переводчик.

## Биография

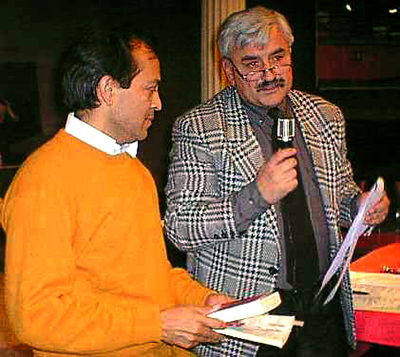
Викрам Сет и поэт, генеральный директор Русского ПЕН-центра Александр Ткаченко на 1-й Международной биеннале поэтов в Москве. Сентябрь 1999.

Образование получил в Колледж Корпус-Кристи (Оксфорд) и Стэнфордском университете в США, в 1980—1982 годах — в Нанкинском университете в Китае. Много путешествовал и жил в Великобритании, Калифорнии (США), Индии и Китае. Участвовал в первой Биеннале поэтов в Москве (на старте именовавшейся «Фестиваль Поэтов») в 1999 году.
Ныне живёт в Англии и Дели.

## Творчество
Автор книг для детей и юношества, путевых заметок, биографий и мемуаров.
Опубликовал четыре романа, шесть сборников поэзии.
Его первый роман «Золотые ворота: роман в стихе» (The Golden Gate, 1986) повествует о группе друзей, живущих в Калифорнии, и написан «онегинской строфой».
Международную славу В. Сету принёс большой роман, эпопея индийской жизни «A Suitable Boy» (1993), хорошо принятый критиками, рассказывающий о Индии 1950-х годов. Роман выиграл литературную премию писателей Содружества.

## Награды
- 1983 — Thomas Cook Travel Book Award From Heaven Lake: Travels Through Sinkiang and Tibet
- 1985 — Commonwealth Poetry Prize (Asia) The Humble Administrator’s Garden
- 1993 — Irish Times International Fiction Prize (shortlist) A Suitable Boy
- 1994 — Commonwealth Writers Prize (Overall Winner, Best Book) A Suitable Boy
- 1994 — WH Smith Literary Award A Suitable Boy
- 2001 — Офицер Ордена Британской империи
- 2001 — EMMA (BT Ethnic and Multicultural Media Award) for Best Book/Novel An Equal Music
- 2005 — Pravasi Bharatiya Samman
- 2007 — Падма Шри в области литературы и искусства

Роман автора «Подходящий жених» вошёл в первую сотню 200 лучших романов по версии Би-би-си в 2003 году.